# Theatre Of Strings
『Theatre Of Strings』（シアター・オブ・ストリングス）は、日本のギタリストである松本孝弘・春畑道哉・増崎孝司・大賀好修によるインストゥルメンタル・アルバム。松本が立ち上げたレーベル「House Of Strings」からでは2作目のアルバムである。

## 概要
本作は、松本孝弘（B'z）はじめ、春畑道哉（TUBE）、増崎孝司（DIMENSION）、大賀好修（OOM）が参加したオムニバス・アルバム形式となっている。
映画音楽を取り上げており、各人3曲ずつカバーした曲を収録している。

## 収録曲
1. MY FAVORITE THINGS / 松本孝弘（映画：サウンド・オブ・ミュージック） 
  - 2012年に発売された松本のアルバム『Strings Of My Soul』には、ギターソロが弾き直された別バージョンで収録されている[3]。
2. OVER THE RAINBOW / 春畑道哉（映画：オズの魔法使い）
3. NEW CINEMA PARADISE / 大賀好修（映画：ニュー・シネマ・パラダイス）
4. MOON RIVER / 増崎孝司（映画：ティファニーで朝食を）
5. THE GODFATHER (Waltz~Love Theme) / 松本孝弘（映画：ゴッドファーザー）
6. ENTER THE DRAGON THEME / 松本孝弘（映画：燃えよドラゴン）
7. MERRY CHRISTMAS MR. LAWRENCE / 春畑道哉（映画：戦場のメリークリスマス）
8. MISSION IMPOSSIBLE THEME / 増崎孝司（映画：ミッション・インポッシブル）
9. TOP GUN ANTHEM / 大賀好修（映画：トップ・ガン）
10. SCARBOROUGH FAIR / CANTICLE / 増崎孝司（映画：卒業）
11. EMMANUELLE THEME / 春畑道哉（映画：エマニエル夫人）
12. WHEN YOU WISH UPON A STAR / 大賀好修（映画：ピノキオ）
13. THE MAGNIFICENT FOUR / 松本孝弘・春畑道哉・増崎孝司・大賀好修（オリジナル楽曲）
  - 4人で共作したオリジナル曲で、『第18回東京国際映画祭』の中で上映されたすべての映画のスタッフロールで流された[4]。

## タイアップ
- 東海旅客鉄道（JR東海）「そうだ 京都、行こう。 2003年 夏 平等院編」キャンペーンソング(#1)[5]
- 『第18回東京国際映画祭』イメージソング(#13)

## 参加ミュージシャン
- 松本孝弘：ギター(♯1.5.6.13)、作曲(♯13)、編曲(♯1.5.6.13)
- 春畑道哉：ギター(♯2.7.11.13)、編曲(♯2.7)
- 増崎孝司：ギター(♯4.8.10.13)、編曲(♯4.8.10)
- 大賀好修：ギター(♯3.9.12)・編曲(♯3.9.12)
- 徳永暁人：ベース・編曲(♯6)
- 寺地秀行：キーボード・編曲(♯8)
- 佐藤晶：マニピュレーター(♯2.7)、編曲(♯11)
- 池田大介：編曲(♯1.5.13)
- 小野塚晃：ピアノ(♯1)
- 篠崎Strings：ストリングス(♯1)
- VIRGINIE MENS：ボイス(♯11)